# 罗伯特·贡纳松
罗伯特·贡纳松（1980年5月22日—），冰岛男子手球运动员。他曾代表冰岛国家队参加2004年、2008年和2012年夏季奥林匹克运动会手球比赛，其中2008年奥运会获得一枚银牌。